# Usofila
Genre
Usofila est un genre d'araignées aranéomorphes de la famille des Telemidae.

## Distribution
Les espèces de ce genre se rencontrent aux États-Unis et au Canada,.

## Liste des espèces
Selon World Spider Catalog (version 14.5, 2014) :
- Usofila flava Chamberlin & Ivie, 1942
- Usofila gracilis Keyserling, 1891
- Usofila oregona Chamberlin & Ivie, 1942
- Usofila pacifica (Banks, 1894)

## Publication originale
- Marx, 1891 : A contribution to the knowledge of North American spiders. Proceedings of the Entomological Society of Washington, vol. 2, p. 28-37 (texte intégral).